# Le Rapide blanc
Pour les articles homonymes, voir Rapide-Blanc.

Le Rapide blanc est une célèbre chanson jouée au violon d'Oscar Thiffault parue en 1954. Elle est un classique du folklore musical québécois, et se base sur une chanson traditionnelle nommée Le moine blanc, ou Whing hein, qui avait connu auparavant plusieurs variantes. Sa musique est un mélange de country, de chanson à répondre et de "sonorités héritées du sud-est des Etats-Unis". Thiffault enregistre une "suite" en 1954 : Le nouveau wing en hein. Une autre version a été enregistrée par Beau Dommage.
La chanson raconte de façon humoristique l'histoire d'un homme qui cogne à la porte d'une maison où une femme lui répond. Il cherche à se réchauffer, et la femme accepte de le laisser entrer, même si elle est mariée à un homme parti "au rapide blanc". Les paroles comprennent aussi la répétition de l'expression "ah wing en hein hein". Selon l'ethnologue Luc Lacoursière, l'expression viendrait de l'ancien patois normand, et plus précisément des verbes "hogner", "houiner" ou "hingen", signifiant "gronder", "grogner", "murmurer" ou "se plaindre". Des versions du XIXe siècle de la chanson Le moine blanc avaient d'ailleurs pour texte : "Et qui ognait et qui ognait".

## Référence
1. 1 2 3 4  Yves Laberge, « Entre la mémoire et l’oubli », Cap-aux-Diamants, no 84,‎ hiver 2006, p. 30 (lire en ligne)